# Balingasag
Balingasag é um município de segunda classe de renda municipal (d) na província Misamis Oriental, nas Filipinas. De acordo com o censo de 1 de maio  de  2020 possui uma população de 74 385 pessoas e 17 345 domicílios.